# 潜水艦ろ号 未だ浮上せず
『潜水艦ろ号 未だ浮上せず』（せんすいかんろごう　いまだふじょうせず）は新東宝が1954年に製作した戦争映画。
一部は『轟沈』の映像を流用している。

## あらすじ
ろ号（呂号）潜水艦は、伊号潜水艦に比して小型の潜水艦である。優秀な乗組員の努力によって戦果を上げるが、上層部は潜水艦戦に疎く、航空機を検知するレーダー波探知機の供給は受けられず、糧食を運搬する危険な任務にあてられる。
物語は入湯上陸の際における乗組員個々のドラマを挿話とし、若き兵士の恋の発芽、結婚を誓い合う軍医長と恋人、妻や子供との時間を貴ぶ艦長、孤独な兵士のそれぞれを描いている。
日本の劣勢は挽回しがたく、やがてろ号も最後の出撃、駆逐艦に追い詰められる。

## スタッフ
- 監督：野村浩将
- 製作：島村達芳
- 原案：高橋一郎
- 脚本：新井一、野村浩将
- 撮影：山中晋
- 美術：進藤誠吾
- 音楽：服部正
- 録音：村山絢二
- 照明：折茂重男

## キャスト
- 佐々木艦長：藤田進
- 永田聴音長：小笠原弘
- 堀田先任将校：丹波哲郎
- 岩城砲術長：鈴木信二
- 鈴木航海長：岡龍三
- 高橋主計長：西一樹
- 立花軍医長：中山昭二
- 小島掌水雷長：岬洋二
- 酒井烹炊兵：鮎川浩
- 有賀機関士：小高まさる
- 川崎艦政本部長：高田稔
- 坂本参謀：片桐余四郎
- 有坂大尉：細川俊夫
- 荒川基地隊司令：小川虎之助
- 幸子：美雪節子
- 松政の女将：吉川満子
- おちか：浦辺粂子

## 映像ソフト
- 2001年6月22日にDVDが発売された[1]。2001年12月21日には、『軍神山本元帥と連合艦隊』『人間魚雷回天』を同時収録したDVD-BOX『新東宝名画傑作選DVD-BOX2 海戦特攻編』が発売された[1]。